# Daniel Gros

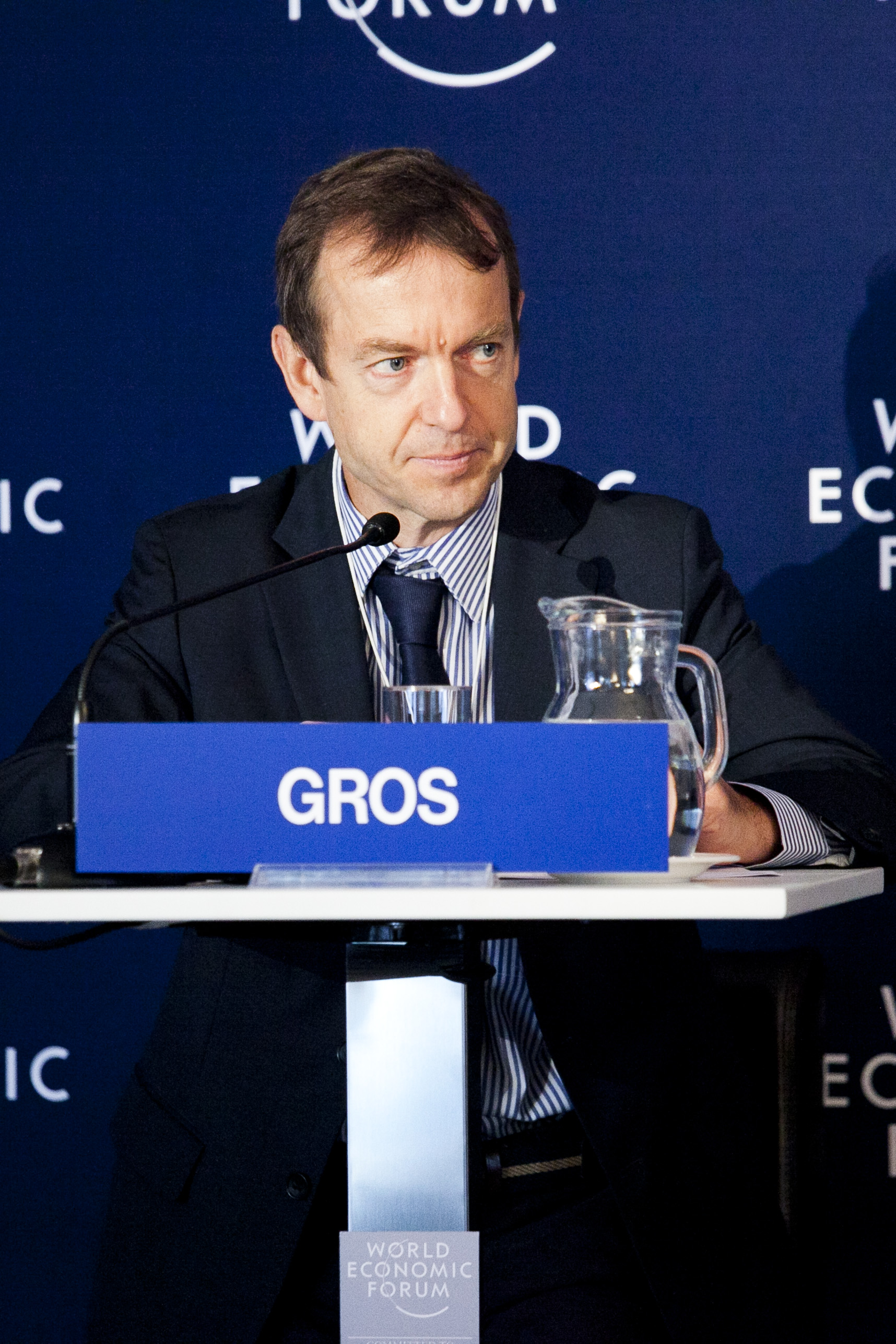
Daniel Gros 2011 in Wien

Daniel Gros (* 1955) ist ein deutscher Wirtschaftswissenschaftler und Politologe.

## Leben
Daniel Gros besuchte die Universität La Sapienza in Rom mit dem Abschluss als Master in Ökonomie. Es folgten Studien in den Vereinigten Staaten, wo er an der University of Chicago seinen M.A. und 1984 den Ph.D. erwarb.
Er leitete das Centre for European Policy Studies (CEPS) – eine Denkfabrik – von 2000 bis 2020. Er hatte bereits von 1986 bis 1988 für das CEPS gearbeitet und ist dort seit 1990 ununterbrochen angestellt. Sein Forschungsschwerpunkt ist EU-Wirtschaftspolitik, insbesondere die Wirkung des Euro auf Kapital- und Arbeitsmärkte, sowie die internationale Rolle des Euro, insbesondere in Zentral- und Ost-Europa. Er beobachtet auch den Übergang hin zu Marktwirtschaften und den Prozess der EU-Erweiterung Richtung Osten.
Über Project Syndicate werden seine Kommentare in zahlreichen Sprachen verbreitet; so zuletzt zum Zusammenhang von Grenzkostenpreisen, (regulierten) Verbraucherpreisen und Stromerzeugung.